# Phygadeuon proruptor
Phygadeuon proruptor är en stekelart som beskrevs av Kokujev 1909. Phygadeuon proruptor ingår i släktet Phygadeuon och familjen brokparasitsteklar. Inga underarter finns listade i Catalogue of Life.